# Lucrecia Evans
Lucrecia Evans (Buenos Aires, 3 de octubre de 1914  - ibíd. 10 de marzo de 1978) fue una popular cancionista y actriz argentina.

## Carrera
Perteneció a la generación de grandes cancionista de la época de gloria del tango y del folclóre argentino junto con Libertad Lamarque, Azucena Maizani, Sabina Olmos, Amanda Ledesma, Adhelma Falcón, Carmen Duval, Aída Denis, Sofía Bozán, Fanny Loy, Nelly Omar, Martha de los Rios, entre muchas otras.
Hija de Miguel Paz y Lucía Franchella, como cancionista hizo infinidades de temas como ¡A bailar! interpretada en algunas audiciones por Rades, y uno de sus tangos más populares, Julián. En radio incursiona por LR3 Radio Belgrano, secundada por el conjunto estable que conduce Leopoldo Federico.
Debuta en 1935 por R. Belgrano como actriz de radioteatro para luego en 1936 debutar como cancionista en el cine "Colonial" de Avellaneda. En radio pasó a integrar el conjunto Chispazos de tradición, junto con Martha de los Rios. Forma parte de LR6 junto con Chola Bosch, Adhelma Falcón, Laura Esquivel, Roberto Arrieta, Santiago Devil, Hugo Gutiérrez, Antonio Maida, y las orquestas  de Rafael Canaro, Roque Di Sarli, José Otero, José Servidio y José Tinelli.
Al igual que otras cancionista, Evans, también se lució en el teatro de revistas.
De a poco su imagen se fue disipando del medio artístico hasta su muerte el 10 de marzo de 1978 a los 63 años.